# Prawdziwe męstwo (film 2010)
Prawdziwe męstwo (ang. True Grit, 2010) – amerykański western dramatyczny w reżyserii i według scenariusza braci Coen. Film jest drugą adaptacją filmową powieści Charlesa Portisa z 1968 roku pt. Prawdziwe męstwo, na podstawie której powstał w 1969 film w reżyserii Henry’ego Hathawaya pod tym samym tytułem.
Światowa premiera filmu odbyła się 14 grudnia 2010 w Nowym Jorku. Obraz otworzył 61. Międzynarodowy Festiwal Filmowy w Berlinie dnia 10 lutego 2011, na którym to był prezentowany poza Konkursem Głównym.

## Fabuła
Czternastoletnia Mattie Ross (Hailee Steinfeld) postanawia odnaleźć mordercę swojego ojca. W tym celu zatrudnia nieugiętego szeryfa Reubena J. Cogburna, zwanego „Kogutem” (w tej roli Jeff Bridges). Ma on jej pomóc w odnalezieniu mordercy, którym jest Tom Chaney (Josh Brolin). Podczas niebezpiecznej wędrówki spotykają strażnika z Teksasu LaBoeufa (Matt Damon), który przyłącza się do nich. Tymczasem tropiąc mordercę trójka bohaterów, dociera na ziemie zamieszkiwane przez Indian.

## Obsada
- Jeff Bridges − szeryf Reuben J. „Kogut” Cogburn
- Hailee Steinfeld − Mattie Ross
- Matt Damon − LaBoeuf
- Josh Brolin − Tom Chaney
- Barry Pepper − „Lucky” Ned Pepper
- Dakin Matthews − pułkownik Stonehill
- Jarlath Conroy − właściciel zakładu pogrzebowego
- Paul Rae − Emmett Quincy
- Domhnall Gleeson − Moon (The Kid)
- Elizabeth Marvel − Mattie w wieku 40 lat
- Roy Lee Jones − Yarnell

## Nagrody i nominacje
Oscary 2010
- nominacja: najlepszy film − Scott Rudin, Joel Coen i Ethan Coen
- nominacja: najlepszy reżyser − Joel Coen i Ethan Coen
- nominacja: najlepszy scenariusz adaptowany − Joel Coen i Ethan Coen
- nominacja: najlepszy aktor pierwszoplanowy − Jeff Bridges
- nominacja: najlepsza aktorka drugoplanowa − Hailee Steinfeld
- nominacja: najlepsze zdjęcia − Roger Deakins
- nominacja: najlepsza scenografia i dekoracja wnętrz − Jess Gonchor i Nancy Haigh
- nominacja: najlepsze kostiumy − Mary Zophres
- nominacja: najlepszy montaż dźwięku − Skip Lievsay i Craig Berkey
- nominacja: najlepszy dźwięk − Skip Lievsay, Craig Berkey, Greg Orloff i Peter F. Kurland

Nagrody BAFTA 2010
- nagroda: najlepsze zdjęcia − Roger Deakins
- nominacja: najlepszy film − Scott Rudin, Ethan Coen i Joel Coen
- nominacja: najlepszy scenariusz adaptowany − Joel Coen i Ethan Coen
- nominacja: najlepsza aktorka pierwszoplanowa − Hailee Steinfeld
- nominacja: najlepszy aktor pierwszoplanowy − Jeff Bridges
- nominacja: najlepsza scenografia − Jess Gonchor i Nancy Haigh
- nominacja: najlepsze kostiumy − Mary Zophres
- nominacja: najlepszy dźwięk − Skip Lievsay, Craig Berkey, Greg Orloff, Peter F. Kurland i Douglas Axtell

Nagroda Gildii Aktorów Filmowych 2010
- nominacja: najlepszy aktor pierwszoplanowy − Jeff Bridges
- nominacja: najlepsza aktorka drugoplanowa − Hailee Steinfeld